# مسجد بولافيه
مسجد بولافيه (بالسويدية: Bellevuemoskén)‏ هو مسجد يقع في مدينة غوتنبرغ، السويد، ويُدار من قبل المركز الإسلامي لأهل السنة والجماعة (بالسويدية: Islamiska Sunnicentret Trossamfund)‏، تأسس المسجد عام 1993، بتمويل من المملكة العربية السعودية.